# مانوج شاكرابارتي
مانوج شاكرابارتي (بالإنجليزية: Manoj Chakraborty)‏ هو سياسي هندي، ولد في 1954. حزبياً، نشط في المؤتمر الوطني الهندي. وقد انتخب Member of the Legislative Assembly (India) ‏ وانتخب Member of the West Bengal Legislative Assembly ‏.